# Огледна основна школа „Владислав Рибникар”
Огледна основна школа „Владислав Рибникар” једна је од основних школа у Београду. Налази се у улици краља Милутина 10 у општини Врачар.

## Опште информације
Школу похађа више од 1000 ученика, распоређених у 42 учионице. Школска зграда је у облику ћириличног слова П, са 20 учионица за млађе разреде, продуженим боравком, кабинетима, две фискултурне сале, гимнастичком и свечаном салом, библиотеком са читаоницом, документационо-информационим центром, као и са две зборнице за наставнике, канцеларије директора, помоћника, психолога и педагога.
Школа је члан асоцијације Label FrancEducation, заједнице двојезичких школа имерзионог типа где се око половине градива предаје на француском језику, од јуна 2015. године. Унутар школе налази се двориште, са спортским теренима за кошарку, одбојку и мали фудбал. У оквиру дворишта налази се шест стабала, која су засађена у 19. веку.
Школа носи име по Владиславу С. Рибникару, новинару, учеснику НОР и директору „Политике“ и ТАНЈУГ-а.

## Историјат
Данашња школска зграда изграђивана је у неколико етапа. Прво је 1948. године подигнута зграда из улице Светозара Марковића, тамо где је срушен павиљон, са 8 учионица и 2 канцеларије. У другој етапи завршен је део школске зграде на северној страни, приземље и два спрата, 12 учионица, 2 кабинета, 2 школске радионице, наставничка зборница, канцеларија и мала школска кухиња. У трећој етапи уклоњен је источни павиљон, па је изграђен део зграде до улице Краља Милутина. Овај део је завршен 1965. године. У четвртој етапи уклоњена је стара фискултурна сала и подигнуте 2. Сви радови су завршени 1968. године.
Све школе су после ослобођења Београда биле означене бројевима и тада је ова школа „Владислав Рибникар” означена као Основна школа бр.8, али то је трајало веома кратко и школа ускоро добија има по песнику Алекси Шантићу. Прерастањем школа у осморазредну, повећавањем броја ученика и наставника, издвајају се 1958. године по 3 одељења свих разреда и формира нова, одвојена школа која добија име по Слободану Принципу Сељи.
Нова школа је почела са радом 1. септембра 1975. године, а настала је од школи „Слободан Принцип Сељо” и „Алекса Шантић” које су се интегрисале у њу. Током 1975/76. године, школу је похађало око 1900 ученика. Од овог броја, око 880 ученика је у 27 одељења од првог до четвртог разреда, а 900 ученика у 28 одељења од петог до осмог разреда. За остварење целокупног годишњег програма рада школе у школској 1975/76. години, ангажована су 132 радника, а од тога 35 професора, 32 наставника, 20 учитеља, директор, педагог, библиотекар и 35 осталих радника запослених у административној и помоћно-техничкој служби.
У овој школи се 3. маја 2023. десила масовна пуцњава, када је ученик седмог разреда из ватреног оружја усмртио девет ученика и радника обезбеђења.

## Галерија
- ОШ „Владислав Рибникар” након масовне пуцњаве 3. маја 2023.